# Destiny -Taiyo no Hana- / Koimizu -tears of love-
«Destiny -Taiyo no Hana- / Koimizu -tears of love-» (Destiny -太陽の花- / 恋水 -tears of love-?) es el sencillo n.° 22 de la cantante japonesa Hitomi Shimatani, lanzado originalmente el 21 de junio de año 2006.

## Información
"Destiny" tema fue el opening de la serie de anime llamada Black Jack 21, y el sencillo contiene la versión editada para esta serie. La canción fue un gran éxito en comparación a sus últimos sencillos, y logró entrar al puesto n.° 14 de las listas de Oricon, vendiendo más de 25 mil copias. La orquesta de "Destiny" fue manejado por el músico Daisuke Soga, conocido por trabajar con Hitomi para su álbum Heart&Symphony, así como también para el álbum crossover. El músico le dio el toque clásico/dramático a la canción. "Taiyo no Hana" significa en japonés "Flor del Sol", "Girasol" o "Flor solar". 
La balada "Koimizu -tears of love" fue el tema ending de la serie transmitida por la cadena TV Tokyo llamada Suiyou Mistery 21. "Koimizu" es la segunda canción escrita completamente por Hitomi tras "Yasashi Kiss no Mitsukekata" del año 2001. Para el tema se necesitaron 14 músicos distintos, entre cuerdas, guitarra acústica, etc.

## Canciones

### CD
1. Destiny -Taiyō no Hana- (Destiny -太陽の花-?)
2. Koimizu -tears of love- (恋水 -tears of love-?)
3. Destiny -Taiyō no Hana- (Destiny -太陽の花-?) (Black Jack 21 Mix)
4. Destiny -Taiyō no Hana- (Destiny -太陽の花-?) (Instrumental)
5. Koimizu -tears of love- (恋水 -tears of love-?) (Instrumental)

### DVD
1. Destiny -Taiyō no Hana- (Destiny -太陽の花-?)
2. Koimizu -tears of love- (恋水 -tears of love-?)

- Datos: Q8355126